# Kim Kjong-il
Kim Kjong-il (korejsky: 김경일; hanča: 金京一; * 11. prosince 1988 Pchjongjang) je severokorejský fotbalista. Hraje za Rimyongsu v severokorejské fotbalové lize.
Za severokorejský národní tým hrál sedmkrát. V květnu 2010 byl členem severokorejské fotbalové reprezentaci na Mistrovství světa ve fotbale 2010. Předtím hrál za severokorejský tým v roce 2008 AFC Challenge Cup.